# Weingartia neocumingii
Weingartia neocumingii es una especie fanerógama perteneciente a la familia de las Cactaceae.

## Distribución
Es endémica de Perú y Bolivia. Es una especie común que se ha extendido por todo el mundo.

## Descripción
Es una planta perenne carnosa, globosa de color verde armada de espinas  y  con las flores de color rosa.

## Sinonimia
| - Weingartia neocumingii - Sulcorebutia neocumingii - Weingartia hediniana - Sulcorebutia hediniana - Weingartia pulquinensis - Sulcorebutia pulquinensis - Rebutia corroana - Sulcorebutia corroana - Weingartia erinacea - Sulcorebutia erinacea - Weingartia lanata - Sulcorebutia lanata - Weingartia longigibba - Sulcorebutia longigibba - Weingartia multispina - Sulcorebutia multispina - Weingartia riograndensis - Sulcorebutia riograndensis - Weingartia sucrensis - Sulcorebutia sucrensis - Weingartia pilcomayensis | - Sulcorebutia pilcomayensis - Weingartia platygona - Sulcorebutia platygona - Sulcorebutia neocorroana - Weingartia brachygraphisa - Weingartia knizei - Weingartia trollii - Weingartia buiningiana - Weingartia gracilispina - Weingartia saetosa - Weingartia callecallensis - Sulcorebutia callecallensis - Weingartia flavida - Sulcorebutia flavida - Weingartia saipinensis - Weingartia mairanana - Weingartia neglecta - Weingartia mataralensis - Weingartia attenuata - Weingartia columnaris - Weingartia miranda |